# هوغو هيرنانديز
هوغو هيرنانديز (بالإسبانية: Hugo Hernández)‏ مواليد 11 سبتمبر 1985 في إل دورادو، ولاية سينالوا، المكسيك، هو ملاكم محترف مكسيكي يصنف ضمن فئة وزن الوسط.

## إحصائيات
خاض خلال مسيرته 13 نزالا، فاز في 11 وتعادل في 1 وخسر في 1. فاز بالضربة القاضية في 10 نزالات.

## روابط خارجية
- هوغو هيرنانديز على موقع بوكس ريك (الإنجليزية) (registration required)